# Disillusion
Disillusion est un groupe allemand de metal progressif, originaire de Zwickau, dans le Land de la Saxe. En 2000, le groupe se délocalise à Leipzig.

## Biographie
Disillusion est formé en 1994 à Zwickau, dans le Land de la Saxe, par cinq étudiants. À cette période, le style musical du groupe s'orientait vers le thrash metal. En juillet la même année, le groupe enregistre une première démo de 40 minutes. Au début de 1996, Markus Espenhain quitte le groupe. Le groupe ensuite une autre démo intitulée Subspace Insanity. Ils réussissent grâce à cette démo à signer avec un label. En 1997, ils enregistrent la démo Red. Malgré un succès local en pleine expansion, et une perspective de rendre le groupe plus sérieux, l'enthousiasme des membres retombe et ils décident de se séparer en 1998. Cependant, en fin d'année, Alexander Motz et Vurtox décident de continuer. Ils écrivent plus de chansons, et tentent de recruter de nouveaux membres. En octobre 1999, ils sont rejoints par le guitariste Rajk Barthel, jusqu'au départ de Motz. Jusqu'en 2000, ils tentent de recruter un nouveau batteur, qui deviendra Jens Maluschka. Jörg Heinze deviendra le second guitariste du groupe cette même année.
En 2000, le groupe se délocalise à Leipzig. Le groupe donne quelques concerts en 2001 puis publie l'EP démo Three Neuron Kings qui leur vaut leurs premières critiques positives. Le groupe considère l'EP comme du « death metal mélodique dans la lignée d'Anathema, Opeth, Soilwork et Emperor. » Au printemps 2002, Disillusion tourne pour la première fois en Allemagne. Disillusion publie son tout premier album studio, Back to Times of Splendor, en 2004, très apprécié par la presse spécialisée,. L'album est enregistré entre mai et décembre 2003. Au début de 2007, le batteur Jens Maluschka quitte le groupe pour des raisons personnelles, et est remplacé par Alex Désillusion Tscholakov. En juillet 2008, Jens revient dans le groupe. La bassiste de session, Alla Fedynitch, est remplacée en 2008 par Matthias Becker. Le 8 décembre 2009, Andy Schmidt annonce le départ du guitariste Rajk Barthel.
Le 21 mars 2010, Disillusion annonce un nouvel album. Le 3 avril 2010, le groupe fait sa première apparition au Theater-Fabrik en l'espace de deux ans. Ici, ils confirment la sortie d'un nouvel album, qui est par la suite repoussée. Les enregistrements de leur album sont interrompues à plusieurs reprises pour quelques concerts. Depuis lors, le statut du nouvel album est incertain. Le 29 mai 2015, le groupe joue à Vienne son album Back to Times of Splendor et annonce son retour. Ils rejouent à la fin de 2015 au Fabrik-Theater. Ils recrutent un nouveau bassiste, Ben Haugg, en avril 2016. Pour le début d'octobre de l'année, un nouveau single intitulé Alea est annoncé, puis publié. Le single est sorti le 7 octobre, en formats numérique et physique,.
En mars 2017 Disillusion annonce travailler sur un troisième album. Pour s'immerger dans le process d'écriture, Andy Schmidt s'isole trois semaines dans une cabane en bois quelque part en République tchèque.
Parallèlement, le groupe demande le support des fans sur Patreon pour financer la production. Le premier palier - support pour Andy- est atteint en deux jours. Le groupe annonce la sortie du troisième album dans les 12 mois, mais repoussera d'une année supplémentaire, ne voulant pas être pressé par le temps et livrer un résultat inadéquat et incomplet.
Durant cette période, le groupe annonce un nouveau changement de line-up. Le bassiste, Benn Haugg, devient troisième guitariste, et deux nouveaux membres rejoignent le groupe : Josh Saldanha à la batterie et Felix Tilemann qui remplace Ben à la basse. Après que Tilemann quitte le groupe pour des raisons personnelles, Robby Kranz le remplace à la basse. En août 2022, Sebastian Hupfer quitte le groupe.

## Style musical
Le premier album, Back to Times of Splendor est très empreint d'éléments death metal, en y incluant des structures progressives. Avec Gloria, la voix se fait plus claire, abandonnant le côté death. Metal Reviews catégorise l'album de « nu metal progressif à tendance melodeath. »

## Membres

### Membres actuels
- Andy « Vurtox » Schmidt - chant, guitare, basse, claviers (depuis 1994)
- Ben Haugg - basse (2016-2018), guitare (depuis 2018)
- Martin Schulz - batterie (depuis 2019)
- Robby Kranz - basse, chants (depuis 2020)

### Anciens membres
- Markus Espenhain - basse (1994-1996)
- Tobias Spier - chant, guitare (1994-1997)
- Alexander Motz - batterie (1994-2000)
- Jan Stölzel - claviers (1994–1997)
- Jörg Heinze - guitare (2000)
- Lutz - guitare (2003)
- Ralf Willis - basse (2005)
- Alex Tscholakov - batterie (2007–2008)
- Rajk Barthel - guitare (2000, 2001-2009)
- Djon - basse (?-2016)
- Clemens Frank - batterie (concert, 2007)
- Shya Hely - backing vocals (concert, 2005)
- Alla Fedynitch - basse (concert, 2007–2008)
- Matthias Becker - basse (2008-2015)
- Jens Maluschka - batterie (2000–2007, 2008−2018)
- Josh Saldanha - batterie (2018-2019)
- Sebastian Hupfer - guitare (2010-2022)

## Discographie

### Albums studio
- 2004 : Back to Times of Splendor
- 2006 : Gloria
- 2019 : The Liberation
- 2022 : Ayam

### Démos et EPs
- 1995 : Rehearsal (démo)
- 1996 : Subspace Insanity (démo)

- 1997 : Red (démo)
- 2001 : Three Neuron Kings (EP)
- 2002 : The Porter (EP)

### Singles
- 2016 : Alea
- 2020 : Between
- 2022 : Am Abgrund